# Glasgow (Virgínia de l'Oest)
Glasgow és una població dels Estats Units a l'estat de Virgínia de l'Oest. Segons el cens del 2000 tenia 783 habitants.

## Demografia
Segons el cens del 2000, Glasgow tenia 783 habitants, 327 habitatges, i 234 famílies. La densitat de població era de 687,1 habitants per km².
Dels 327 habitatges en un 26,6% hi vivien nens de menys de 18 anys, en un 56% hi vivien parelles casades, en un 12,5% dones solteres, i en un 28,4% no eren unitats familiars. En el 26% dels habitatges hi vivien persones soles el 16,2% de les quals corresponia a persones de 65 anys o més que vivien soles. El nombre mitjà de persones vivint en cada habitatge era de 2,39 i el nombre mitjà de persones que vivien en cada família era de 2,85.
Per edats la població es repartia de la següent manera: un 20,1% tenia menys de 18 anys, un 8,3% entre 18 i 24, un 26,9% entre 25 i 44, un 26,6% de 45 a 60 i un 18,1% 65 anys o més.
L'edat mediana era de 41 anys. Per cada 100 dones de 18 o més anys hi havia 83,6 homes.
La renda mediana per habitatge era de 35.526 $ i la renda mediana per família de 40.500 $. Els homes tenien una renda mediana de 31.442 $ mentre que les dones 26.563 $. La renda per capita de la població era de 15.632 $. Entorn del 8,8% de les famílies i el 10,8% de la població estaven per davall del llindar de pobresa.

## Poblacions més properes
El següent diagrama mostra les poblacions més properes.